# Pseudophryne covacevichae
Pseudophryne covacevichae är en groddjursart som beskrevs av Ingram och Chris J. Corben 1994. Pseudophryne covacevichae ingår i släktet Pseudophryne och familjen Myobatrachidae. IUCN kategoriserar arten globalt som starkt hotad. Inga underarter finns listade i Catalogue of Life.